# Michaeliskirche (Crossen an der Elster)

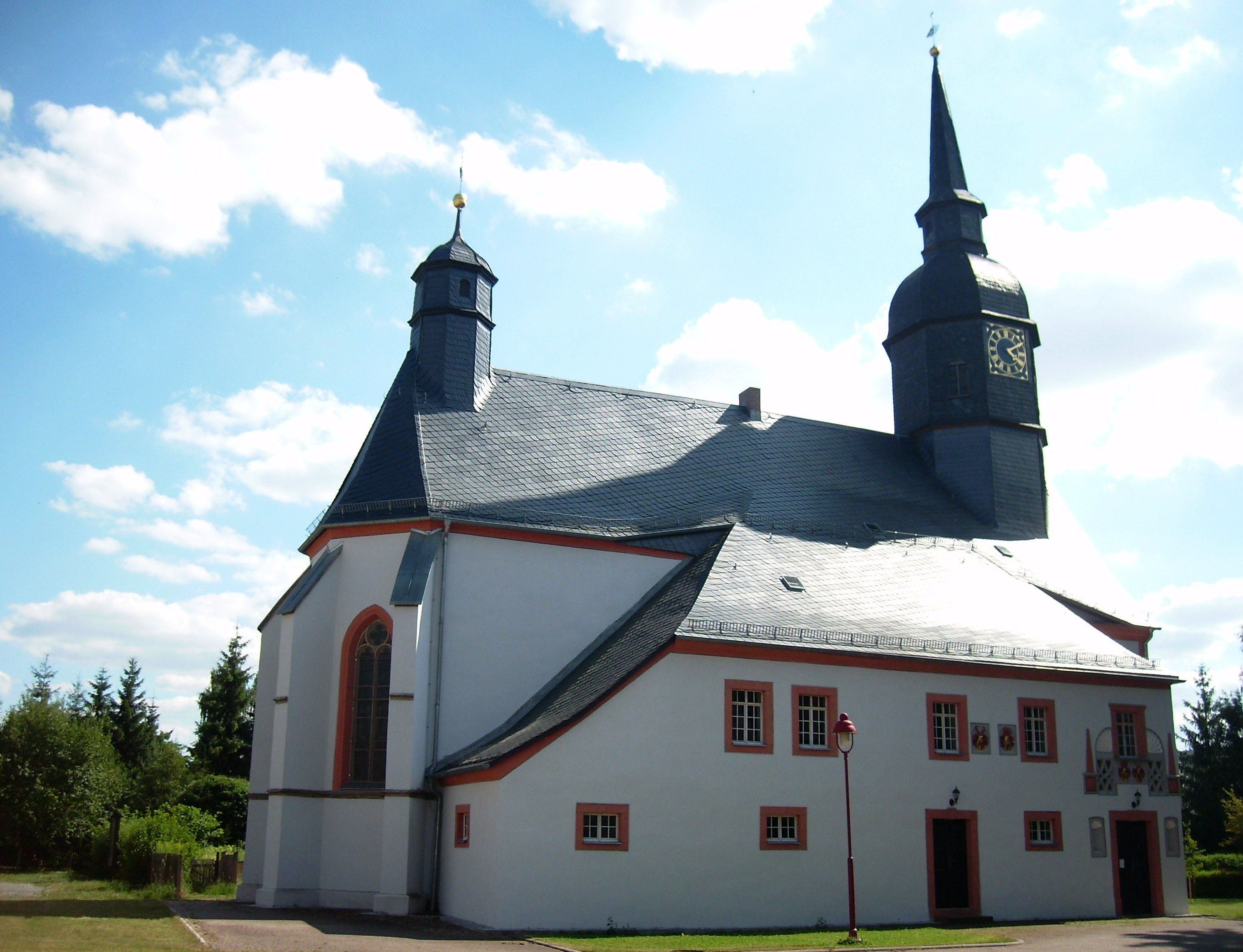
Die Michaeliskirche

Die Michaeliskirche steht in der Gemeinde Crossen an der Elster im Saale-Holzland-Kreis in Thüringen. Sie gehört zum Pfarrbereich Eisenberg-Crossen im Kirchenkreis Eisenberg der Evangelischen Kirche in Mitteldeutschland.

## Lage
Fährt man von Hartmannsdorf oder Zeitz kommend durch Crossen, so erblickt man die weithin sichtbare Kirche der Gemeinde. Sie befindet sich mitten im Ort, von Anlagen umgeben.

## Geschichte und Ausstattung
Der Ort wurde um 1108 auf Anweisung des Erzbischofs von Magdeburg, Adalgod von Osterburg, besiedelt. Die Siedler legten wahrscheinlich um 1140 auf dem Berg nahe der Burg eine Kapelle an. Über die Tür war ein Tympanon mit dem Gekreuzigten angebracht, der so genannte „Herrgottsstein von Crossen“. Er ist im Treppenhaus der Ortskirche angebracht.
Eine Madonna brachten vermutlich Siedler als ihre Schutzheilige mit. Dieses frühgotische Relief aus Stein wurde in einer anderen Kapelle 1280 angebracht. An dieser Stelle dieser Kapelle steht heute noch die 1320 gebaute Michaeliskirche.
Anfang des 17. Jahrhunderts wurde das Kirchenschiff nach Westen vergrößert. Es entstand wohl auch der Westturm, der ein Dachreiter ist.
1630 wurden die Treppenhäuser und die Emporen mit gebaut. Es folgten dann gemeinsam weitere Baumaßnahmen mit den Herren des Schlosses. Die Herrschaftsloge mit Gedenktafel ist Zeugnis des Patronats. 1748 kam noch der angebaute Kanzelaltar hinzu.
1982 und 2007 wurde die 1882 erbaute Poppe-Orgel mit 15 Registern auf zwei Manualen und Pedal restauriert.
1988 bis 1992 fanden die letzten Renovierungen statt. Man fand bei den Arbeiten ein romanisches Gewölbe. Es soll die Sakristei gewesen sein. 2003–2004 erfolgte eine Fassadenrenovierung; 1993 erhielt das Haus eine Funkuhr.